# اویان! قزاقستان

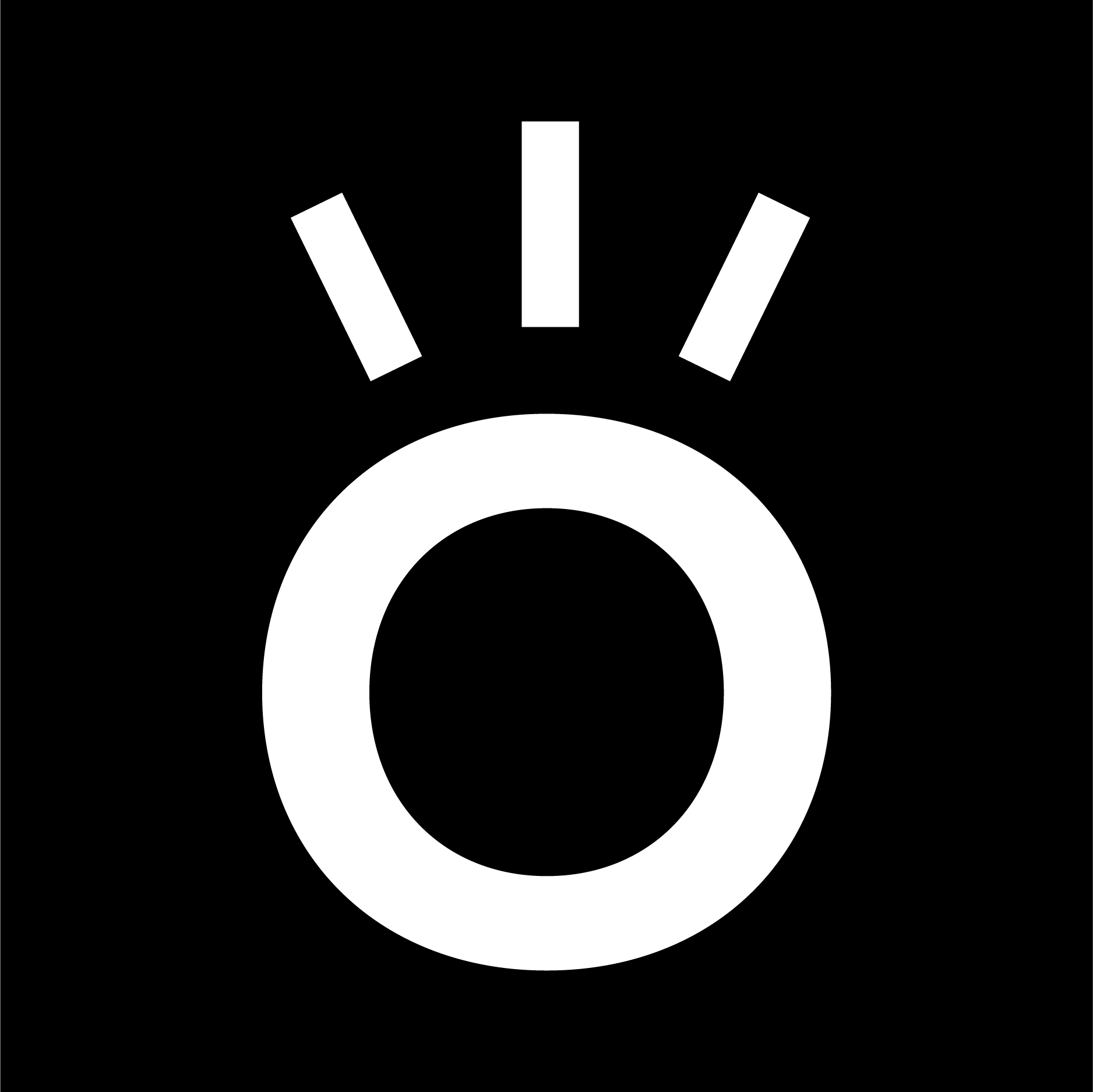
اویان! قزاقستان!

اویان! قزاقستان! (ترجمه تحت‌اللفظی: قزاقستان! بیدار شو! یا به‌پاخیز!) یک جنبش مدنی است که در آلماتی قزاقستان به وجود آمده‌است.

## شکل‌گیری
جنبش «اویان! قزاقستان!» در ۵ ژوئن ۲۰۱۹ بعد از دستگیری، محاکمه و محکومیت دو تن از فعالان مدنی، بیباریس تولیمبکوف و آسیه تولِسوا، اعلام موجودیت کرد. نام جنبش از شعری از میریعقوب دولتوف، شاعر و بعدها یکی از رهبران جمهوری خودمختار آلاش، الهام گرفته شده‌است.

## اهداف
هدف جنبش اویان قزاقستان اصلاحات اساسی سیاسی و حقوق بشر است. اویان قزاقستان یک حزب سیاسی نیست و به دنبال قدرت سیاسی برای خود نیست و از همکاری با احزاب سیاسی در قزاقستان و جاهای دیگر خودداری می‌کند. این جنبش فهرستی ۹ ماده ای از اهداف خود را منتشر کرده که از جملهٔ آن‌ها «پایان دادن به سرکوب سیاسی، اصلاح توزیع قدرت بین قوای دولت ، انتخابات آزاد مطابق با معیارهای بین‌المللی، و نظان خودگردانی در سطح محلی» است.